# مركز خليل السكاكيني الثقافي

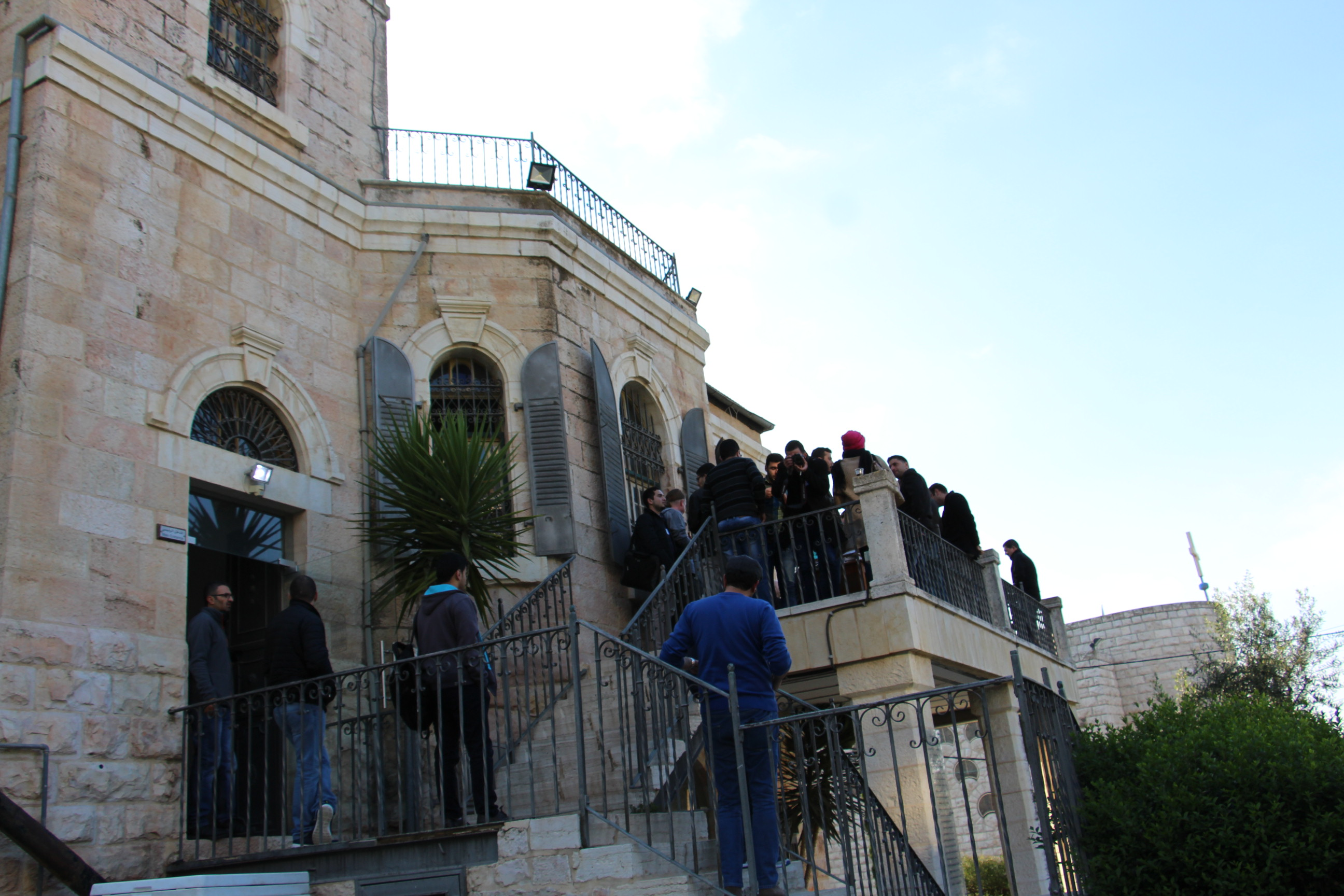
مركز خليل السكاكيني الثقافي في رام الله

مركز خليل السكاكيني الثقافي مؤسسة مستقلة وغير ربحية ،أنشئت عام 1996 في رام الله ، تعني بترويج الفن والثقافة والإبداع الفلسطيني. ويعمل المركز على نشر مذكرات خليل السكاكيني التي بدأ بكتابتها منذ عام 1952 وحتى وفاته.

## سبب التأسيس
تأسس مركز خليل السكاكيني الثقافي عام 1996م تخليدًا لذكرى الأديب والمعلم الفلسطيني خليل السكاكيني، ليشكل هذا المتحف رافدًا جديدًا للثقافة الفلسطينية من خلال تنمية الفنون الحركية وتطوير المهارات الإبداعية للفنانين التشكيلين ورعاية المواهب الجديدة وعرض جمع الأعمال الفنية والموسيقية أيضًا. بالإضافة إلى توثيق ونشر الرواية الفلسطينية من خلال تنظيم برامج تسرد التجربة الفلسطينية الإنسانية وتطوير برامج تبحث في مكونات التراث الثقافي الفلسطيني والذاكرة الفلسطينية.

## علاقة المركز بالمبنى
تأسس المركز في أيار من العام 1996، وكان تابعا لوزارة الثقافة الفلسطينية، وبعد عامين من التأسيس؛ استقل وتحول إلى مؤسسة غير ربحية وغير حكومية مستقلة في قراراتها.
يباشر المركز أنشطته في مبنى تاريخي حجري صمم على الطراز المعماري الفلسطيني، ويعود إنشاؤه لبدايات القرن العشرين، ويتكون من ثلاث طبقات، في قلب مدينة رام الله بالضفة الغربية. 
حاولت وزارة الثقافة التابعة للسلطة الفلسطينية استعادة المبنى كونه ملكيتها، وإخراج المركز الثقافي منه مع نهاية عام 2022، أي بعد انتهاء عقد الإباحة الذي يتمتع به المركز.  وقد تم إعلام المركز رسميا بالقرار والإعلان عن نية الوزارة تأجيره لاتحاد الكتاب. 